# Bibliothek Moers
Die Bibliothek Moers ist eine kommunale Bibliothek in Moers. Neben der Zentrale im Hanns-Dieter-Hüsch-Bildungszentrum unterhält die Einrichtung Zweigstellen in Kapellen und in Repelen. Mit 800 Besuchern täglich gehört die Bibliothek Moers in der Stadt zu den meistfrequentierten Einrichtungen.

## Bestand

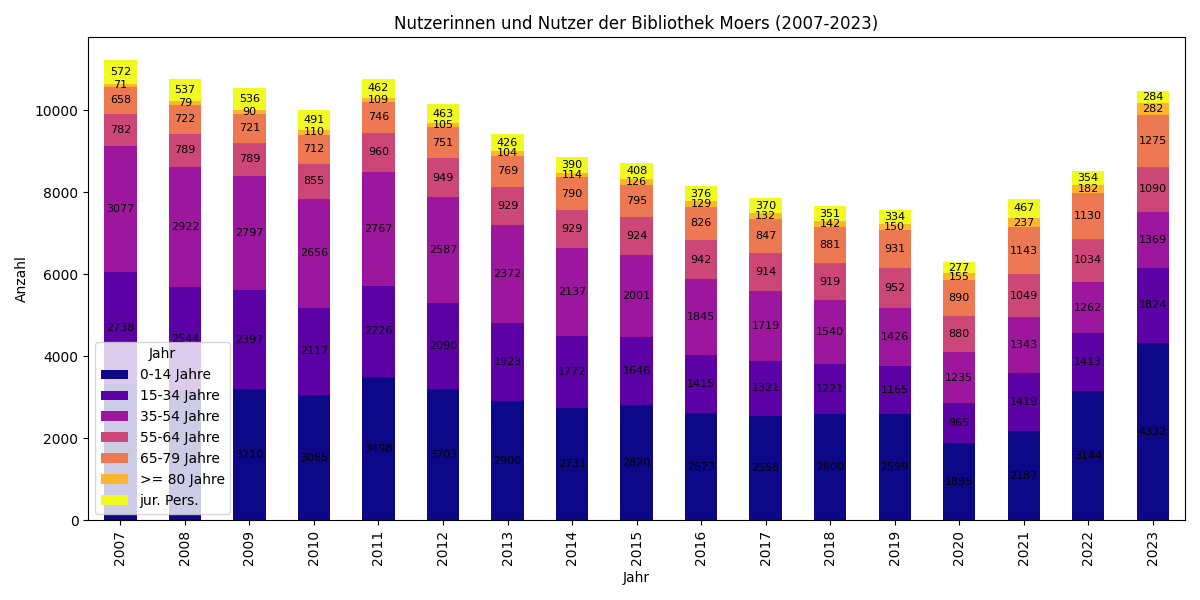
Entwicklung der Zahl der Nutzerinnen und Nutzer sowie ihrer Altersstruktur

An der Hauptstelle der Bibliothek Moers konnten 2023 85.723 Medien ausgeliehen werden und wurden 320.752 Ausleihen vorgenommen, die Zweigstelle Kapellen hatte bei 11.085 Medien 35.122 Ausleihen und die Zweigstelle Repelen hatte bei 14.249 Medien 35.066 Ausleihen.
Über das Angebot PressReader ermöglicht die Bibliothek Zugriff auf 7.000 internationale Zeitungen und Zeitschriften und über den Streamingdienst Filmfriend für seine Nutzerinnen und Nutzer Zugriff auf Filme, Dokumentationen und Kinderfilme.
Die Bibliothek Moers hat eine eigene Artothek, hier können Nutzerinnen und Nutzer Grafiken ausleihen.

## Statistik
Über das Open-Data-Angebot der Stadt Moers sind viele Informationen über die Bibliothek Moers zugänglich.
Bei den Ausleihen sind – wie bei vielen öffentlichen Bibliotheken – rückläufige Zahlen festzustellen. Im Jahr 2023 wurden Sachemedien 90.743 Mal ausgeliehen, bei Romanen waren es 79.174 Ausleihen, bei Kinder- und Jugendmedien 152.788 Ausleihen, bei Tonträgern 42.690 Ausleihen, bei Spielfilmen 5.478 Ausleihen, bei der Artothek, bei Zeitschriften und Spielen waren es 19.671 Ausleihen. Der Bereich eMedien verzeichnet deutliche Zuwachsraten und hatte 46.678 Ausleihen im Jahr 2023 zu verzeichnen.

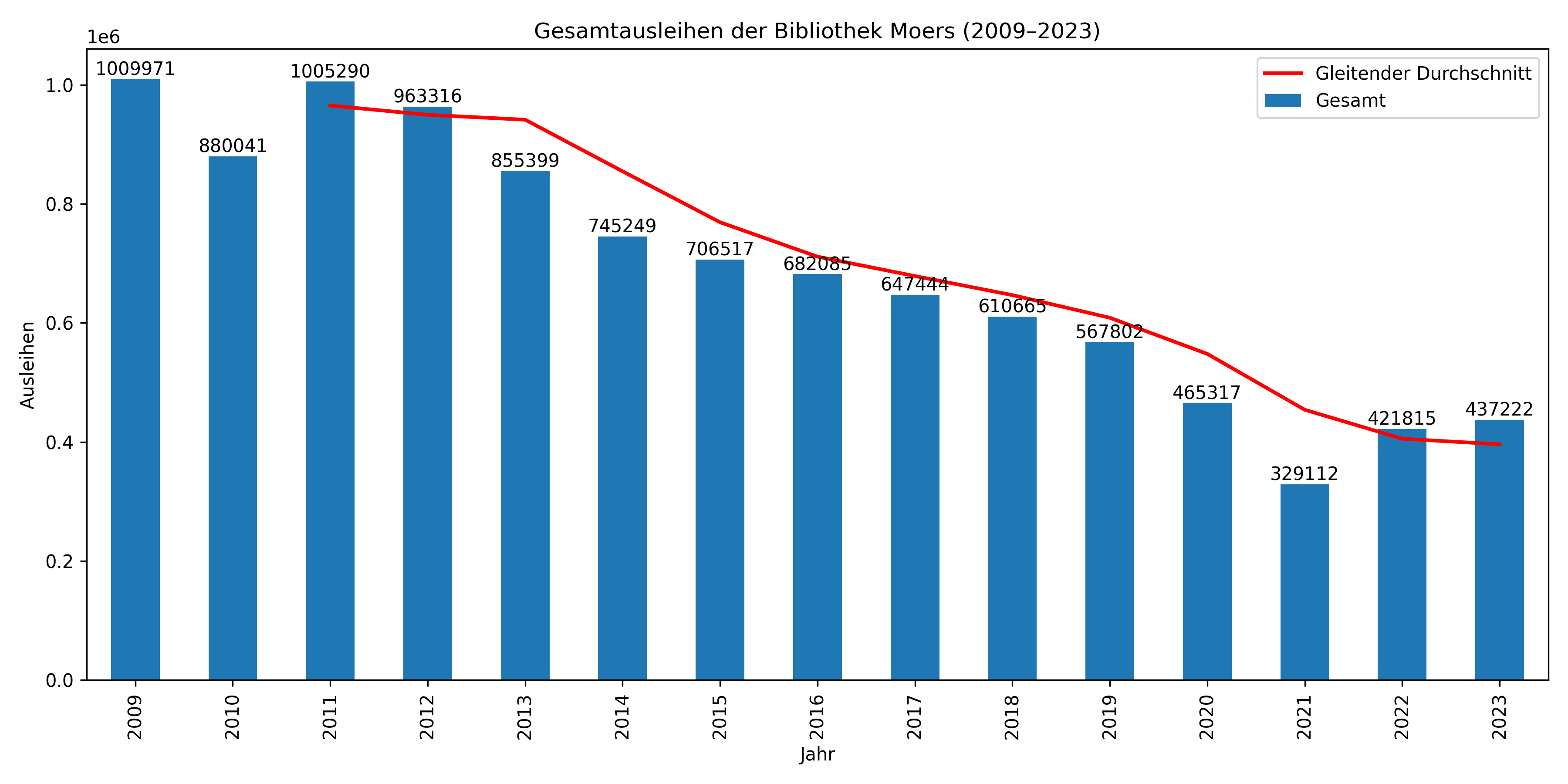
Gesamtausleihen der Bibliothek Moers (2009–2023)
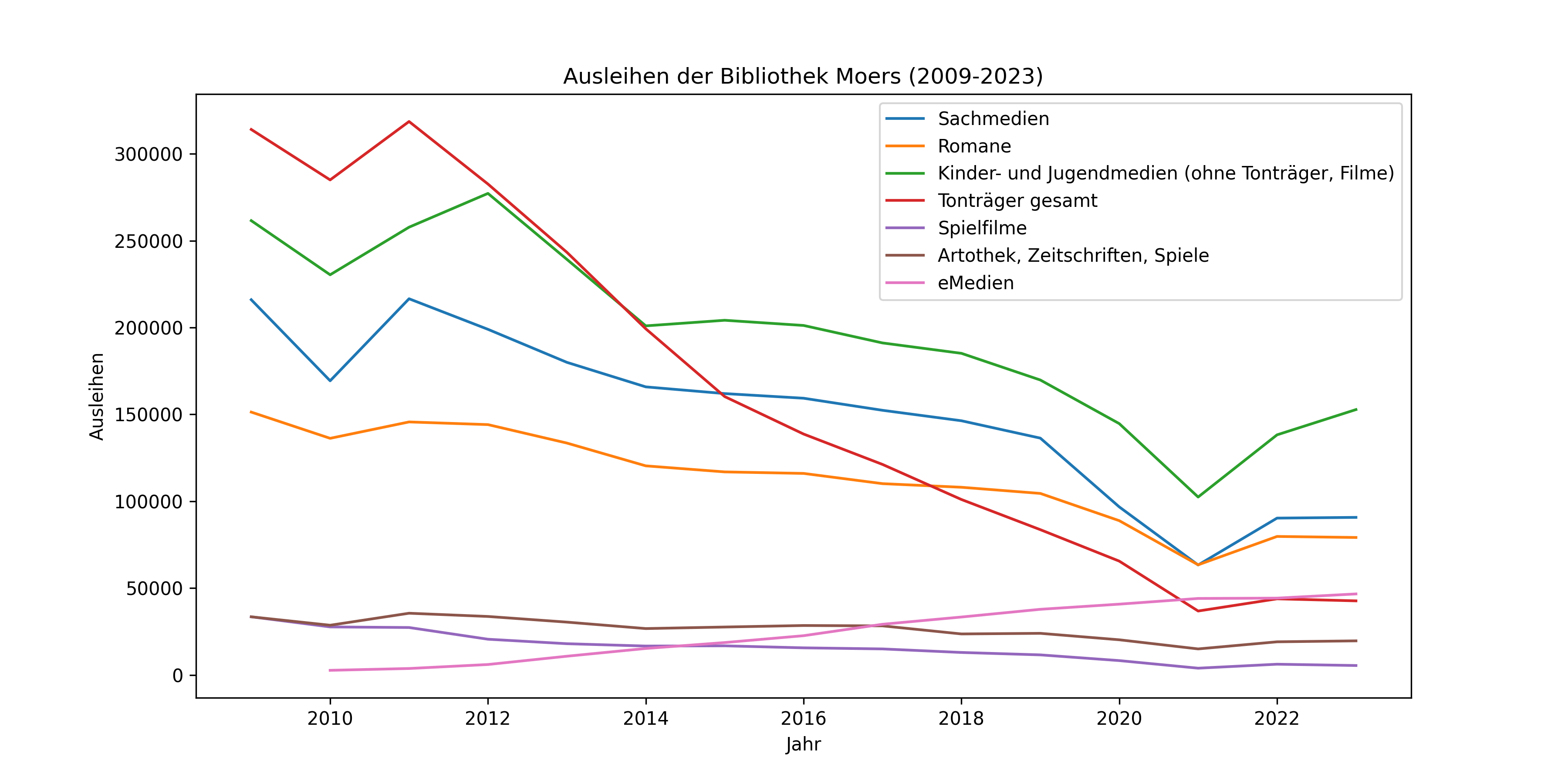
Ausleihen nach Medienkategorie
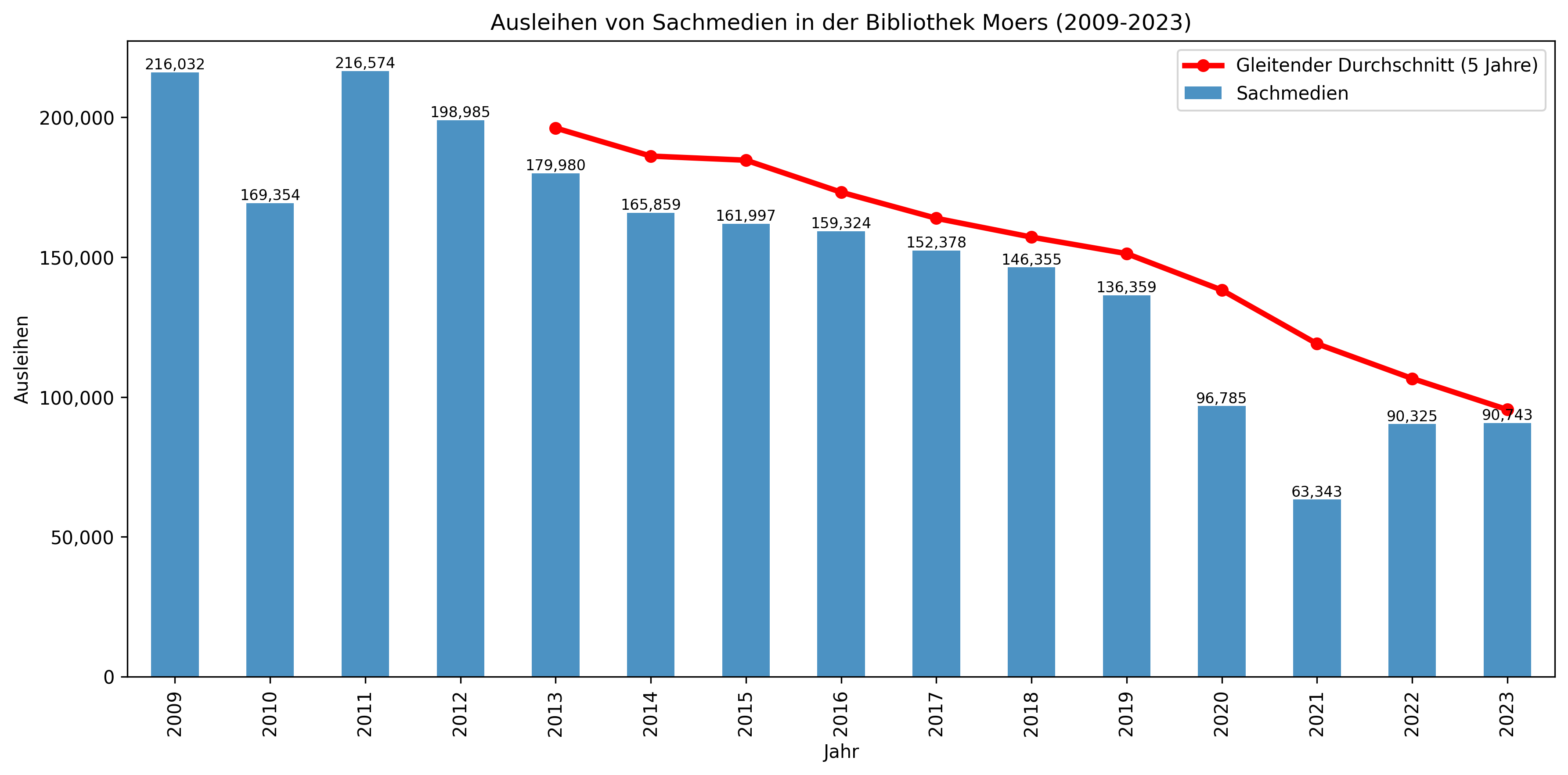
Ausleihen von Sachmedien in der Bibliothek Moers (2009–2023)
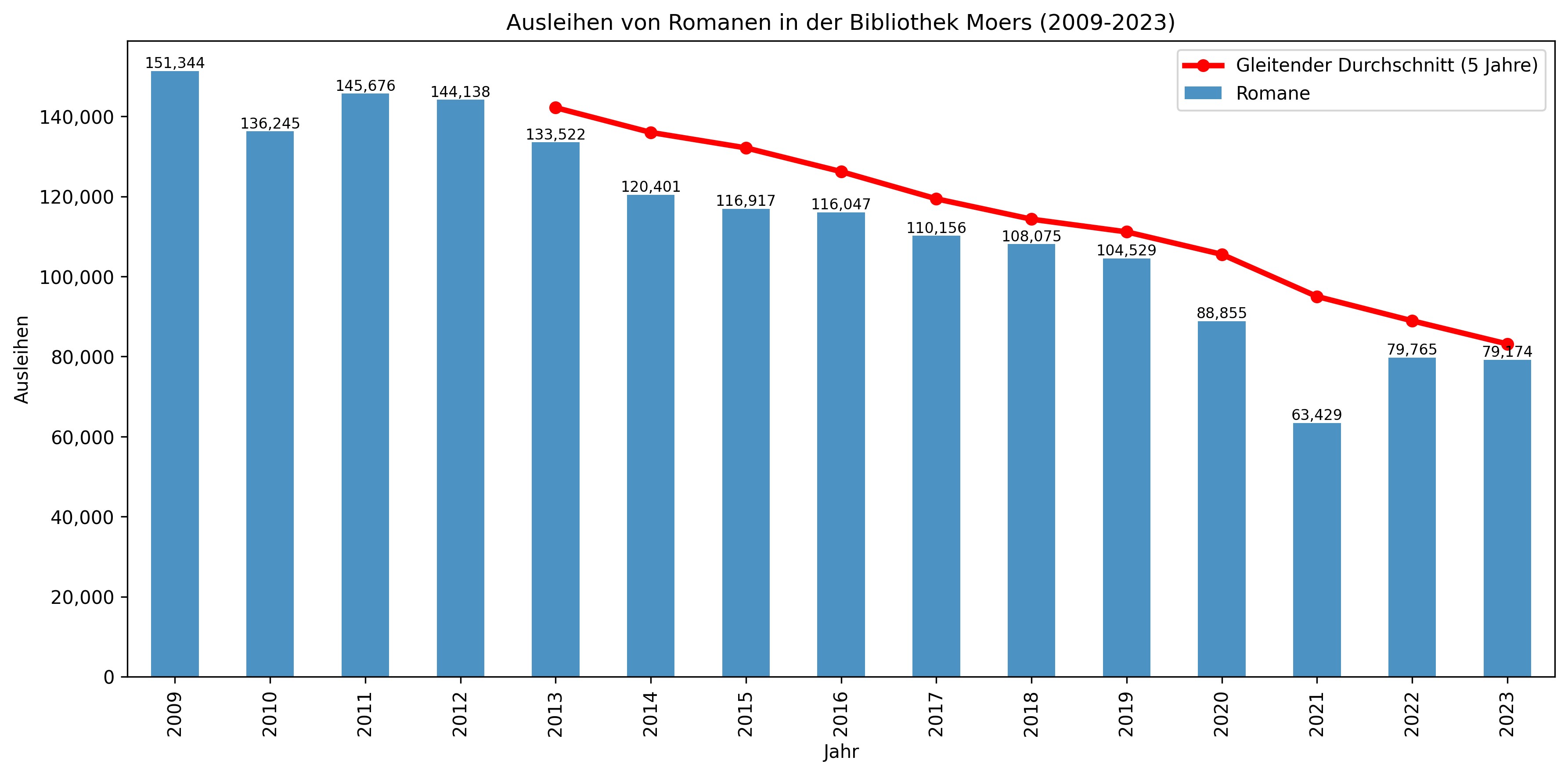
Ausleihen von Romanen in der Bibliothek Moers (2009–2023)
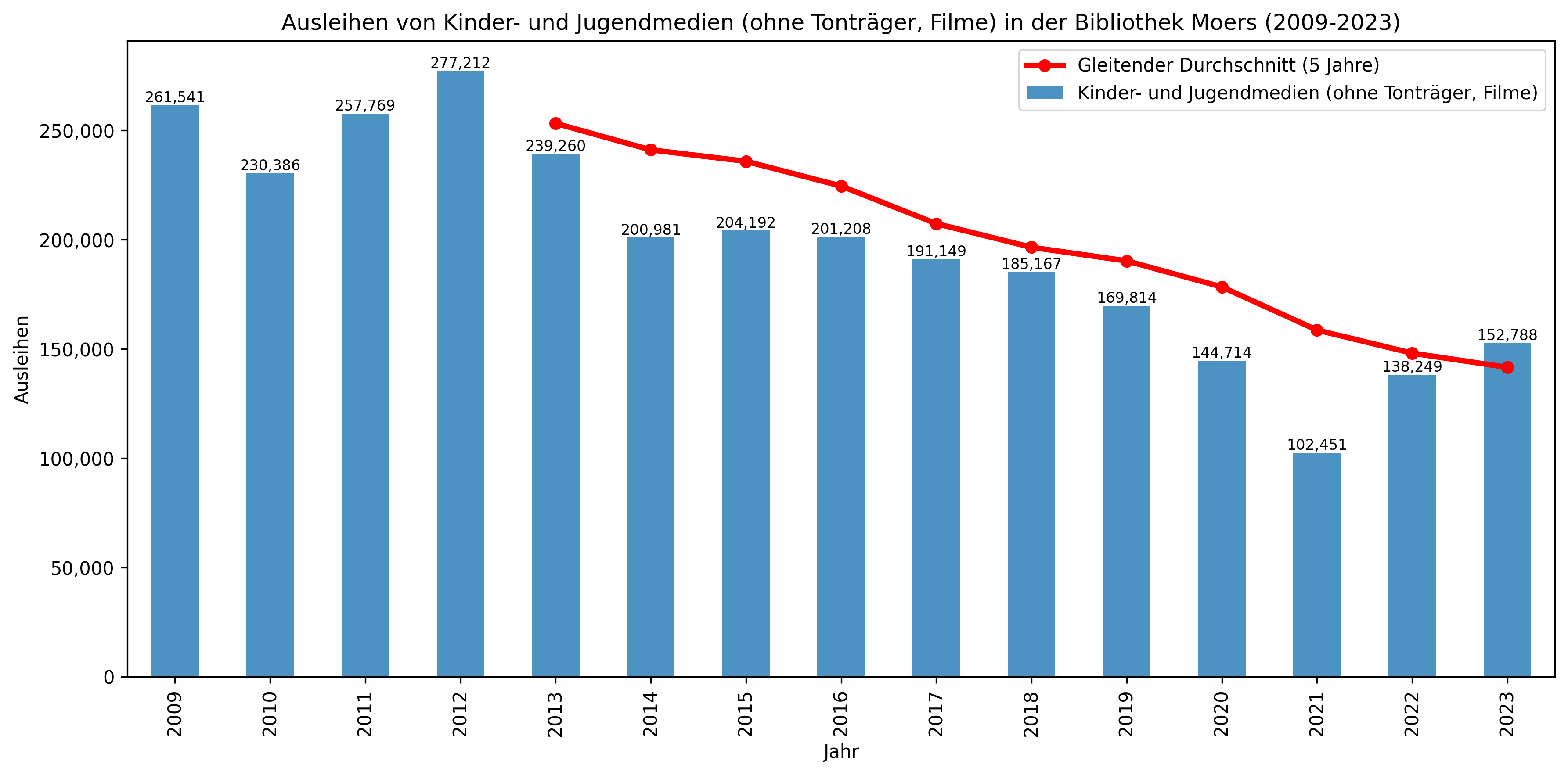
Ausleihen von Kinder- und Jugendmedien (ohne Tonträger, Filme) in der Bibliothek Moers (2009–2023)
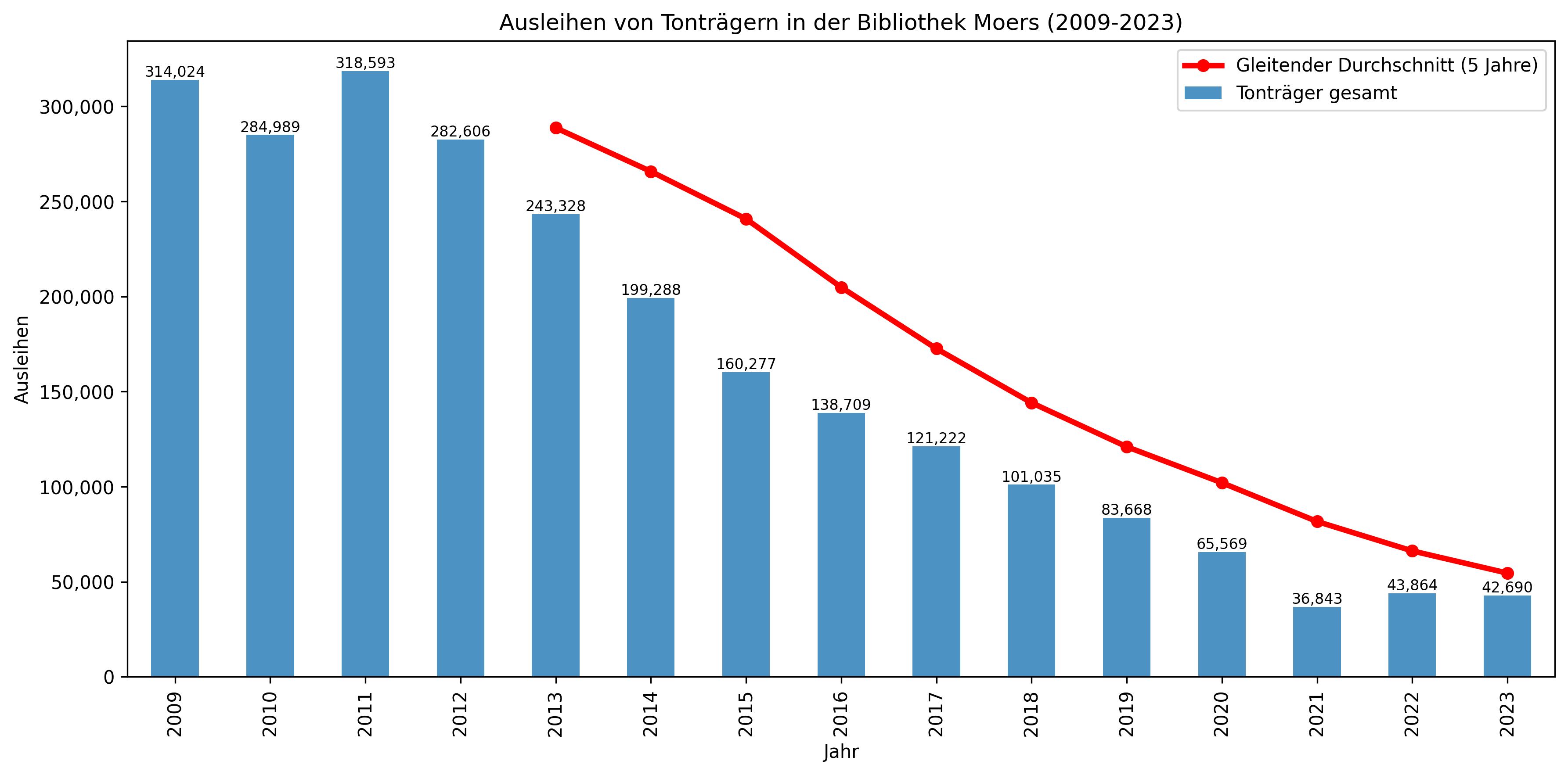
Ausleihen von Tonträgern in der Bibliothek Moers (2009–2023)
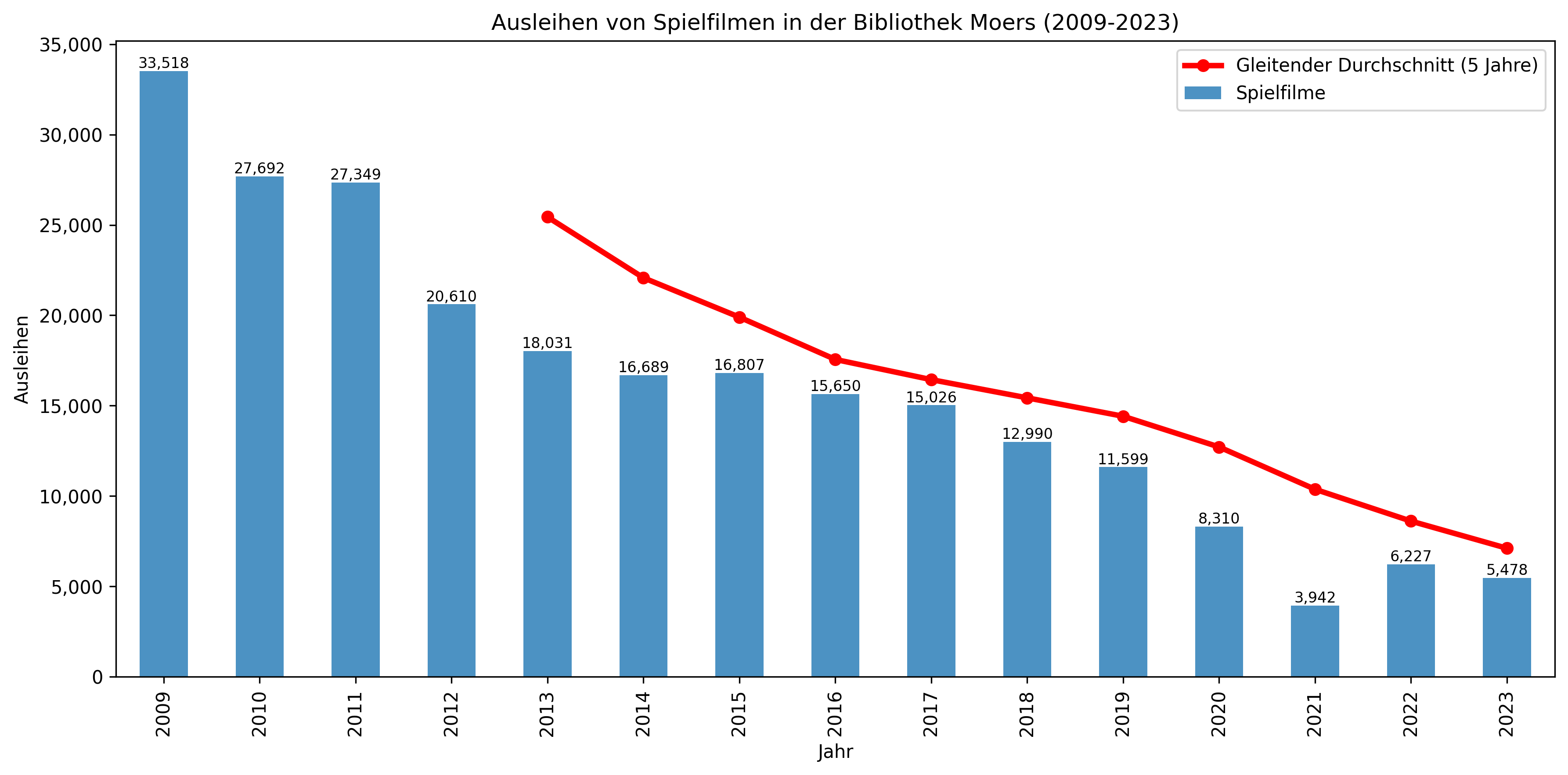
Ausleihen von Spielfilmen in der Bibliothek Moers (2009–2023)
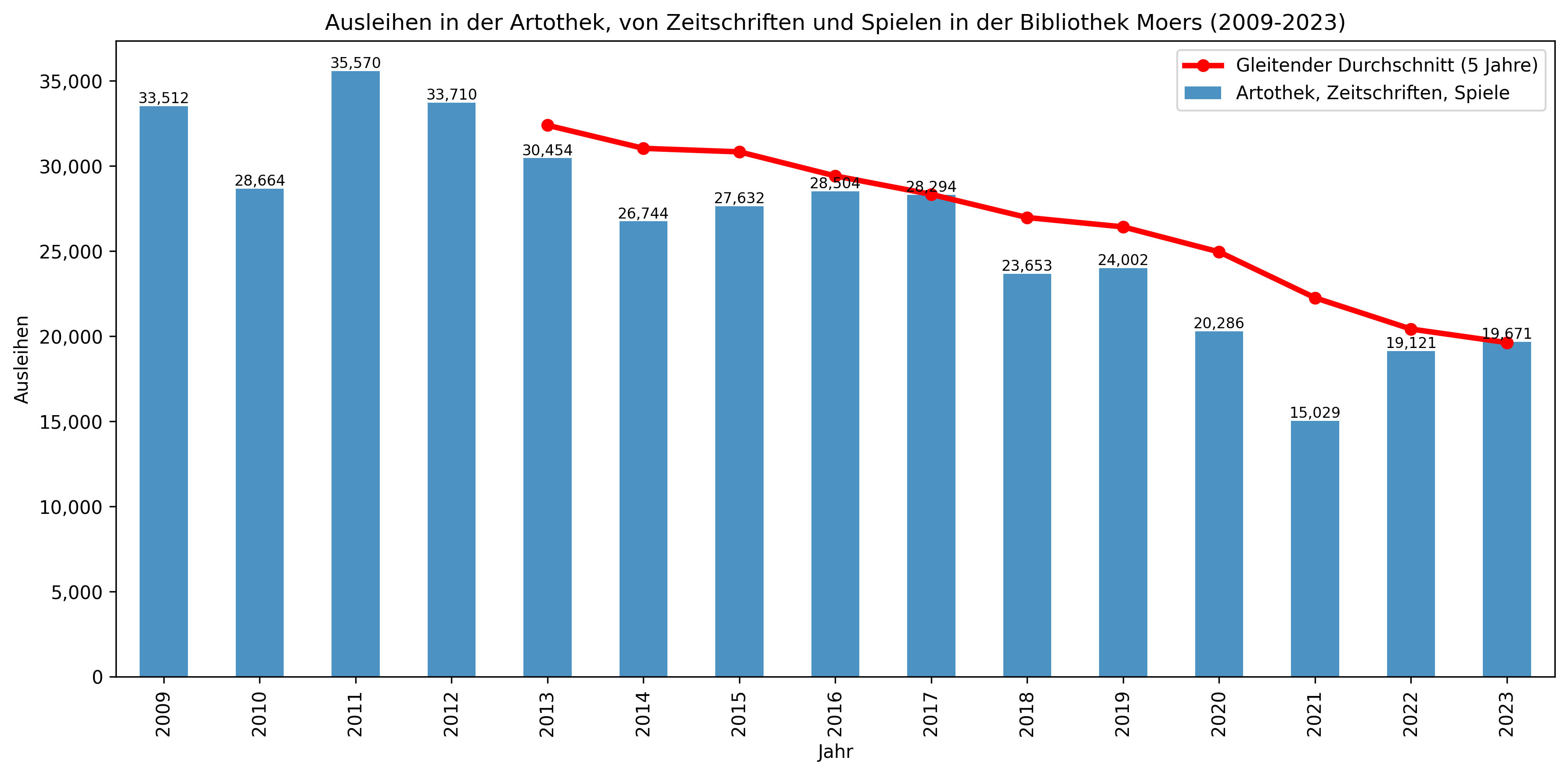
Ausleihen in der Artothek, von Zeitschriften und Spielen in der Bibliothek Moers (2009–2023)
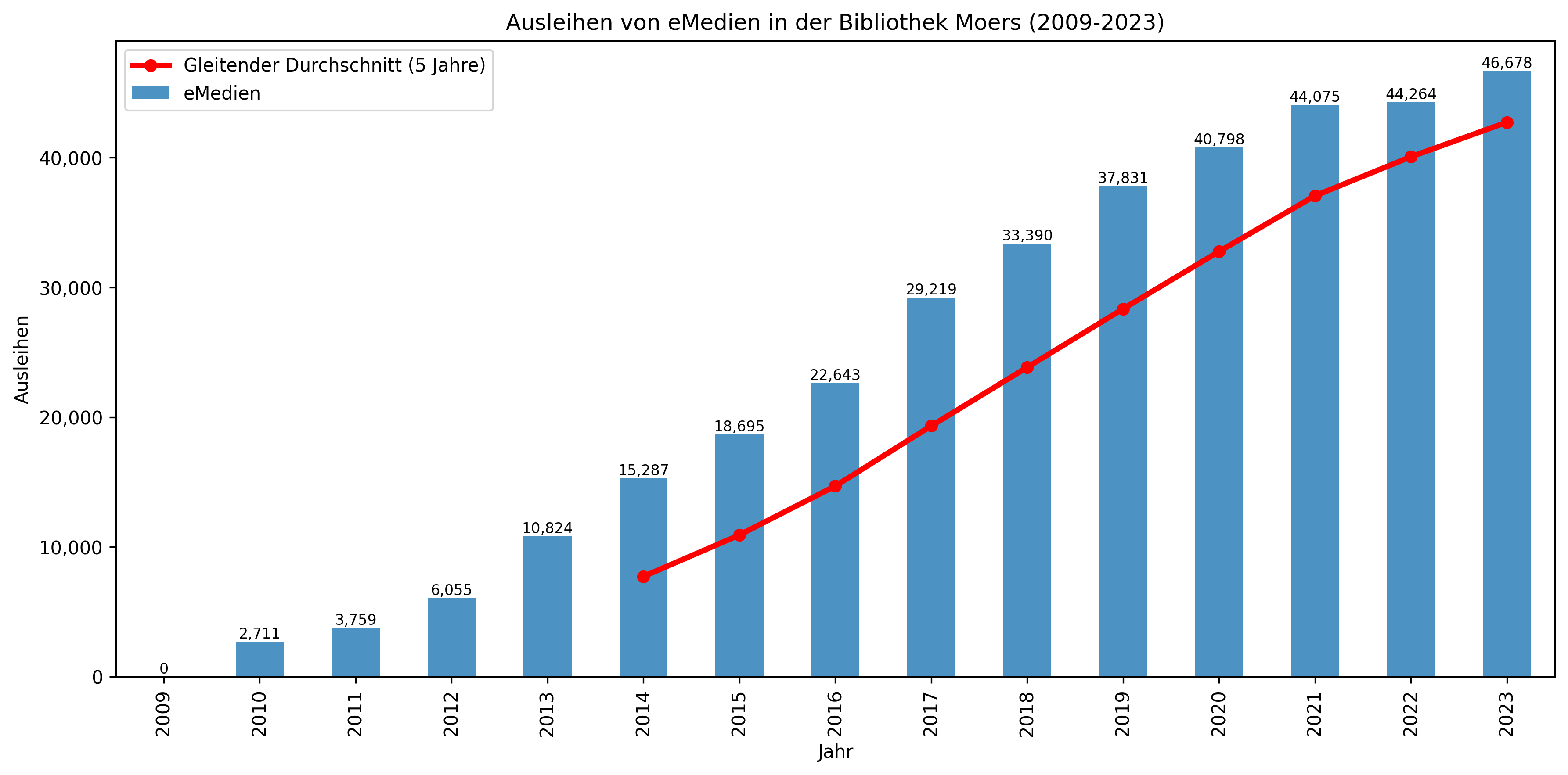
Ausleihen von eMedien in der Bibliothek Moers (2009–2023)

Im Jahr 2023 konnte die Bibliothek 170.044 € für den Erwerb von Medien und 16.325 € für Lizenzen ausgeben und Einnahmen in Höhe von 145.696 € erzielen.

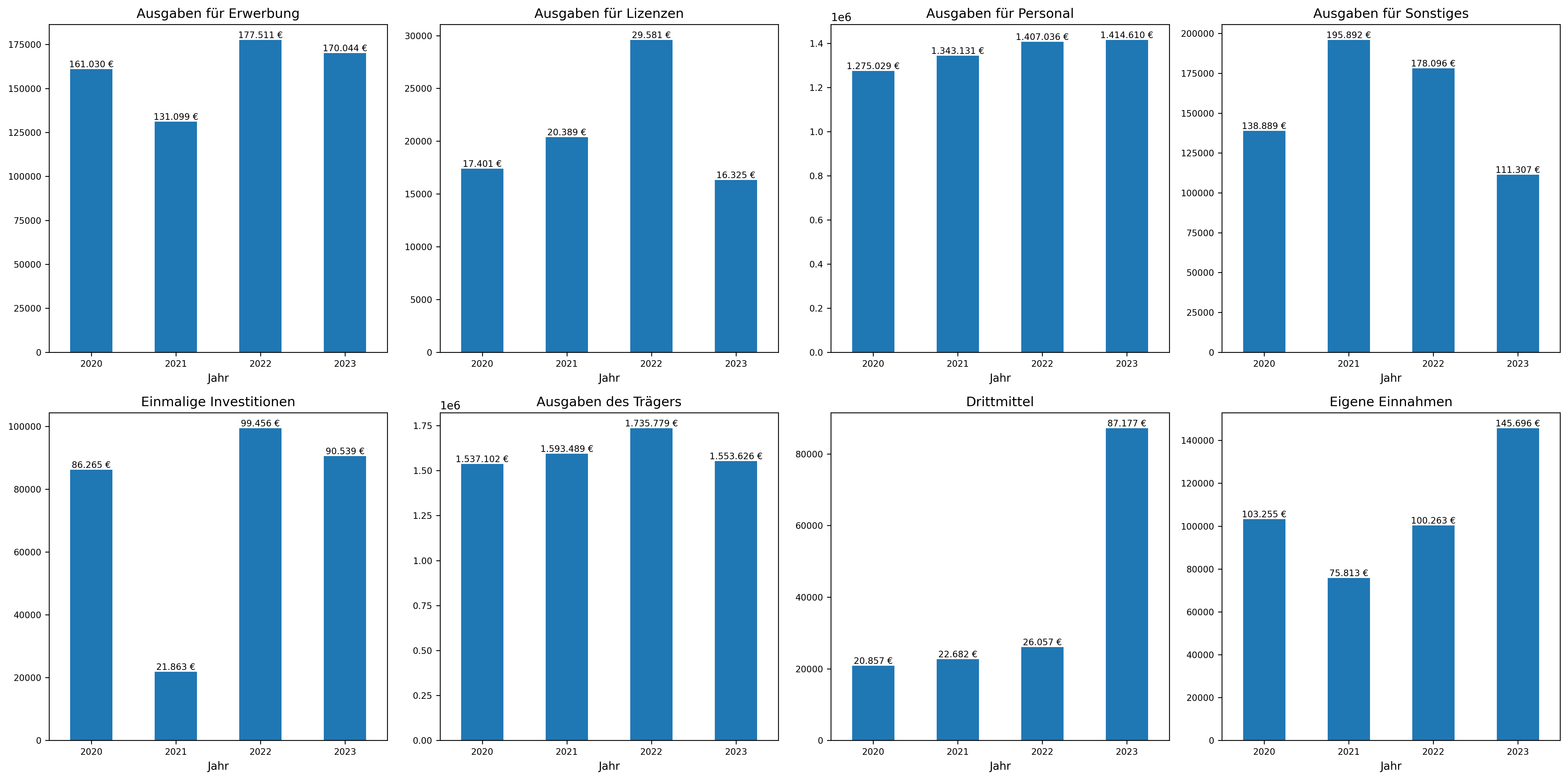
Ausgewählte Ausgabe- und Einnahme-Positionen der Bibliothek Moers (2020–2023)

## Geschichte
Seit 2010 beherbergt das Hanns-Dieter-Hüsch-Bildungszentrum neben dem Stadtarchiv und der Volkshochschule auch die Zentrale der Bücherei Moers.
Im Januar 2020 wurde die Open Library eröffnet, so dass Bürgerinnen und Bürger die Bibliothek als Lern- und Begegnungsort auch außerhalb der regulären Öffnungszeiten nutzen können.

## Personal
Die Bibliothek verfügt über 37 Mitarbeitende (Stand Juni 2025).

## Besondere Angebote
Die Bibliothek engagiert sich durch zahlreiche Angebote für Kinder und Jugendliche. Sie bietet einen Junior-Lese-Club und engagiert sich in der Moerser-Jugendbuch-Jury (MJJ). Zudem beteiligt sich die Einrichtung am Krimifestival Moers, das alle zwei Jahre stattfindet.